# Adventure Time
Adventure Time (noto anche come Adventure Time with Finn & Jake per il merchandise correlato) è una serie animata statunitense, creata da Pendleton Ward nel 2010 per Cartoon Network.
La serie è basata sul cortometraggio omonimo del 2007 prodotto da Nicktoons e Frederator Studios per il contenitore di serie animate Random! Cartoons. Dopo il successo virale del cortometraggio su internet, Cartoon Network ha commissionato una serie completa, andata in onda ufficialmente dal 5 aprile 2010.
Adventure Time trae ispirazione da una grande varietà di fonti, tra cui il gioco di ruolo fantasy Dungeons & Dragons e diversi videogiochi come la serie di The Legend of Zelda. Inizialmente l'animazione veniva realizzata totalmente a mano e, poiché ogni episodio richiedeva circa otto-nove mesi per essere completato, venivano elaborati più episodi contemporaneamente.
Il 29 settembre 2016 Cartoon Network ha annunciato che la serie si sarebbe conclusa nel 2018, dopo la messa in onda della decima stagione.
Nel 2018 viene pubblicato un episodio crossover speciale a tema Minecraft, intitolato Diamonds and Lemons, in collaborazione con la Mojang. A detta di Adam Muto, esso sarebbe stato prodotto separatamente dalla stagione principale.
La serie è stata dunque trasmessa negli Stati Uniti su Cartoon Network dal 5 aprile 2010 al 3 settembre 2018, per un totale di 283 episodi e uno speciale ripartiti in 10 stagioni. Adventure Time conta anche di 10 cortometraggi, trasmessi tra il 2012 e il 2016, e, come annunciato il 12 novembre 2019, altri 4 speciali dalla durata di un'ora relativi ad Adventure Time: Terre Lontane, pubblicati nel corso del 2020 su HBO Max. La distribuzione in italiano è avvenuta su Cartoon Network dall'8 gennaio 2011 al 16 novembre 2018, con un totale di 279 episodi trasmessi su 283 prodotti. La serie è stata trasmessa in chiaro su Boing a partire dal marzo 2012.

## Trama
La serie segue le avventure di un ragazzo di nome Finn, descritto da Ward come un "energico ragazzo dalla forte moralità", e del suo migliore amico e fratello adottivo Jake, un cane dai poteri magici capace di cambiare forma e dimensione a suo piacimento. Finn e Jake vivono nella post-apocalittica Terra di Ooo, dove interagiscono con la Principessa Gommarosa, il Re Ghiaccio, Marceline, BMO e altri, cercando di proteggere gli abitanti da nemici provenienti da varie dimensioni.

## Episodi
| Stagione         | Episodi         | Prima TV  | Prima TV it. |
| ---------------- | --------------- | --------- | ------------ |
| Episodio pilota  | Episodio pilota | 2007      | inedito      |
| Prima stagione   | 26              | 2010      | 2011         |
| Seconda stagione | 26              | 2010-2011 | 2011         |
| Terza stagione   | 26              | 2011-2012 | 2012         |
| Quarta stagione  | 26              | 2012      | 2012-2013    |
| Quinta stagione  | 52              | 2012-2014 | 2013-2014    |
| Sesta stagione   | 43              | 2014-2015 | 2015         |
| Settima stagione | 26              | 2015-2016 | 2016         |
| Ottava stagione  | 27              | 2016-2017 | 2016-2017    |
| Nona stagione    | 14              | 2017      | 2017         |
| Decima stagione  | 16              | 2017-2018 | 2018         |

## Personaggi
- Finn l'avventuriero, voce originale di Jeremy Shada, italiana di Alex Polidori.
- Jake il cane, voce originale di John DiMaggio, italiana di Alberto Angrisano.
- Principessa Gommarosa, voce originale di Hynden Walch, italiana di Valentina Mari.
- Marceline, voce originale di Olivia Olson, italiana di Alessandra Chiari.
- Re Ghiaccio, voce originale di Tom Kenny, italiana di Vladimiro Conti.
- BMO, voce originale di Niki Yang, italiana di Emanuela Baroni.
- Lady Iridella, voce originale di Niki Yang.
- Principessa Fiamma, voce originale di Jessica DiCicco, italiana di Perla Liberatori.
- Principessa dello Spazio Bitorzolo, voce originale di Pendleton Ward, italiana di Daniele Valenti.

## Produzione

### Ideazione e sviluppo

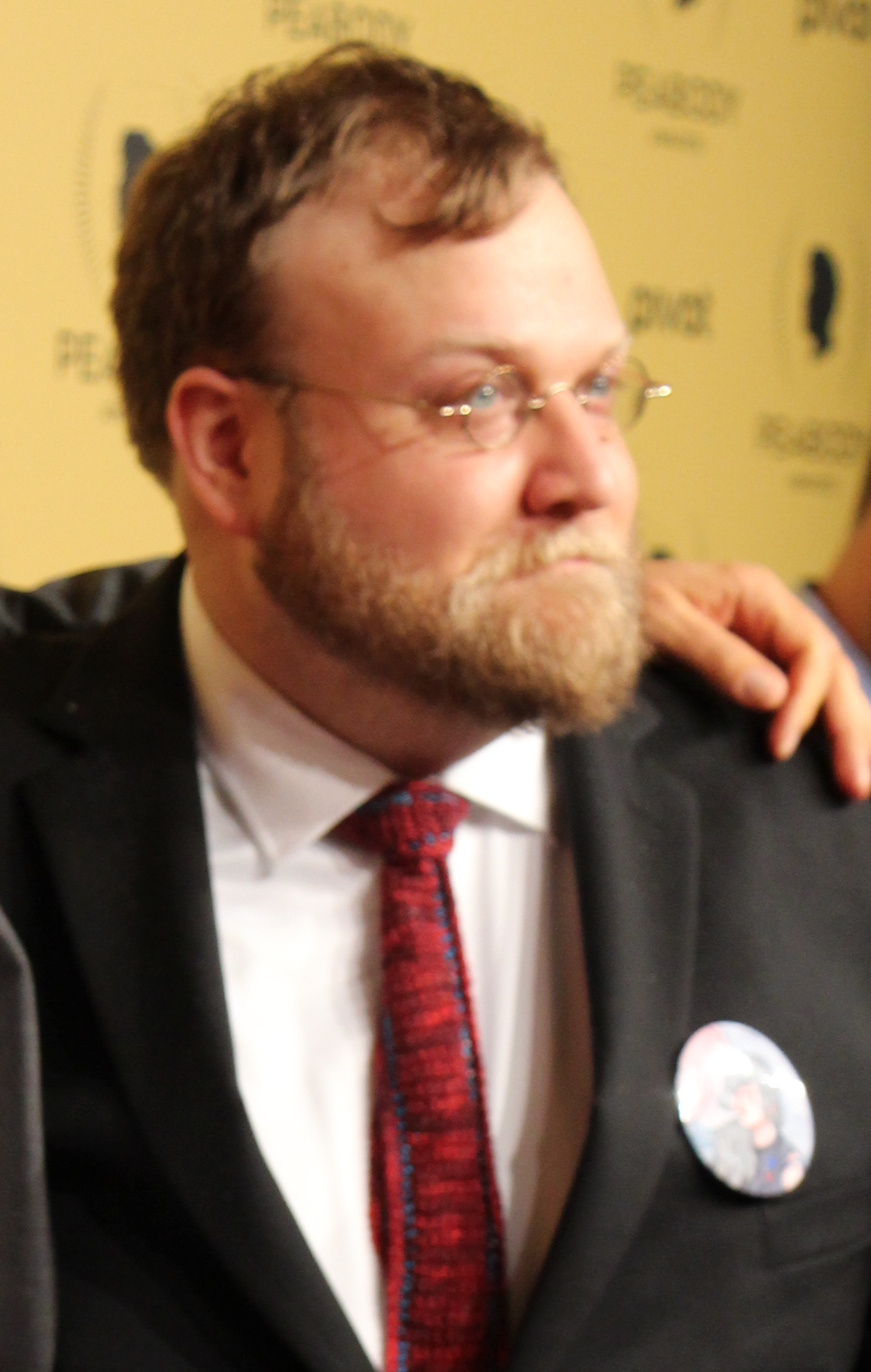
Pendleton Ward, ideatore di Adventure Time

Secondo il creatore della serie Pendleton Ward, lo stile di Adventure Time è stato influenzato dal suo periodo al California Institute of the Arts (CalArts) e le sue esperienze lavorative come sceneggiatore e artista storyboard di Le meravigliose disavventure di Flapjack, serie animata andata in onda sempre su Cartoon Network dal 2008 al 2010. In un'intervista con Animation World Network, Ward ha dichiarato di combinare l'umorismo sovversivo di Adventure Time con momenti "belli", usando il film Il mio vicino Totoro di Hayao Miyazaki come fonte di ispirazione. Ward ha anche nominato Home Movies e Dr. Katz, Professional Therapist come influenze principali, in gran parte perché entrambe le serie sono "rilassanti" e presentano "un dialogo colloquiale che sembra essere naturale [come lo è per davvero]".
La serie trova le sue origini in un cortometraggio animato di sette minuti, autonomo e dall'omonimo nome (il cortometraggio è stato in seguito identificato come l'episodio pilota della serie). Ward ha creato il corto quasi interamente da solo e ha concluso la sua produzione all'inizio del 2006. È stato trasmesso per la prima volta su Nicktoons Network l'11 gennaio 2007, ed è stato ritrasmesso come parte di una serie antologica chiamata Random! Cartoons (di Frederator Studios) il 7 dicembre 2008. Dopo la trasmissione iniziale, il video è diventato un successo virale su Internet. La Frederator Studios ha quindi cercato di lanciare una serie chiamata Adventure Time su Nicktoons Network, la quale l'ha però respinta due volte. Alla fine, i diritti di Nicktoons di commissionare una serie completa sono scaduti e Frederator, lo studio di animazione e produzione del cortometraggio, ha cercato di lanciarlo su altri canali. Uno degli studi in cui Frederator si avvicinò era la Cartoon Network, che era interessata a produrre una serie completa. Tuttavia, si sarebbero impegnati in un accordo solo se Ward avesse potuto dimostrare che l'episodio pilota "non era una one-hit wonder". Rob Sorcher, il responsabile dei contenuti di Cartoon Network, era influente per far sì che la rete desse una possibilità alla serie; riconobbe la serie come "qualcosa che sentiva essere indie... fumettoso [e] nuovo".
Cartoon Network ha chiesto a Ward di presentare un esempio di sceneggiatura da sottoporre al loro esame, tuttavia Frederator lo ha convinto a mettere a punto uno storyboard, perché, secondo il vice presidente di Frederator Eric Homan, "una tale richiesta avrebbe dato un senso migliore a ciò che era nella mente di Pen". Ward e i suoi amici del college Patrick McHale e Adam Muto (il primo dei quali ha lavorato come sceneggiatore, artista storyboard e direttore creativo per la serie durante le sue prime stagioni, mentre quest'ultimo ha lavorato come artista storyboard e direttore creativo per la serie prima di diventare il suo showrunner) hanno iniziato a sviluppare idee, mentre si concentravano sul "mantenere le cose positive del cortometraggio originale, improvvisando su queste". Il primo prodotto del gruppo è stato uno storyboard grezzo che vedeva Finn e la Principessa Gommarosa a una cena a base di spaghetti. Cartoon Network non era felice di questa storia e così Ward, McHale e Muto hanno creato uno storyboard per l'episodio Il libro dell'eroe, che era il loro tentativo di emulare coscientemente lo stile del corto originale di Nicktoons. Questa tattica ha avuto successo e Cartoon Network ha approvato la prima stagione nel settembre 2008. Il libro dell'eroe è stato il primo episodio mai prodotto di Adventure Time.
Ward e il suo team di produzione iniziarono a lavorare sugli storyboard degli episodi e a scrivere i contorni delle trame, tuttavia Cartoon Network era ancora preoccupata per la direzione della nuova serie. In seguito McHale ha ricordato che durante il lancio di un episodio intitolato Brothers in Insomnia (che, per vari motivi, è stato infine demolito) la stanza era piena di dirigenti di Cartoon Network. Il progetto è andato bene, ma lo staff di produzione è stato presto inondato di domande sulla natura stilistica della serie. Sperando di risolvere questi problemi, la Cartoon Network ha assunto tre veterani animatori che avevano lavorato a SpongeBob: Derek Drymon (che ha lavorato come produttore esecutivo per la prima stagione di Adventure Time), Merriwether Williams (che ha lavorato come capo story editor per le prime due stagioni) e Nick Jennings (che divenne il direttore artistico di lunga data della serie). Anche Thurop Van Orman, il creatore di Le meravigliose disavventure di Flapjack, è stato ingaggiato per guidare Ward e il suo staff nelle prime due stagioni. Alla fine, lo storyboard dell'episodio Prigioniere d'amore è riuscito a placare molte delle paure che alcuni dirigenti della Cartoon Network avevano espresso.
Con il progredire della produzione della prima stagione, furono coinvolti sempre più artisti. Dan "Ghostshrimp" Bandit, un illustratore indipendente che aveva anche scritto e sceneggiato Flapjack, è stato assunto come responsabile degli sfondi della serie; Ward gli ha detto di creare sfondi artistici di sottofondo per ambientare la serie "in un Mondo di Ghostshrimp'". Ghostshrimp ha progettato luoghi importanti, tra cui la casa di Finn e Jake, Dolcelandia e il Regno di Ghiaccio. La posizione di lead character designer è stata infine assegnata a Phil Rynda, che ha ricoperto questo ruolo per due stagioni e mezzo. Il gruppo di produzione principale per la serie (che includeva anche Ward e McHale) inizialmente esitava ad accettarlo, ma furono presto convinti dal regista Larry Leichliter, che assicurò loro che Rynda aveva talento e poteva disegnare in una grande varietà di stili. Con i produttori soddisfatti, Rynda iniziò rapidamente a progettare personaggi semplici ma che comunque si allinearono con "l'estetica naturale di Pen". In questo periodo, Rynda e McHale hanno iniziato a redigere linee guida artistiche per la serie, in modo che il suo stile di animazione fosse sempre  coerente. Con molti dei ruoli principali in produzione, Ward ha rivolto la sua attenzione alla scelta degli artisti storyboard per la prima stagione. Alla fine riunì un team composto in gran parte da "giovani e inesperti", molti dei quali scoperti su Internet. Molte di queste persone avevano un passato di fumetti indie e Pendleton Ward li ha definiti "persone veramente intelligenti, intelligentoni" che alla fine sono stati responsabili di inserire nella serie delle idee più strane e spirituali.
Per le prime quattro stagioni e mezzo della serie, Ward è stato lo showrunner di Adventure Time. In un'intervista con Rolling Stone, Ward ha rivelato di essersi ritirato da questo ruolo durante la quinta stagione. Dopo le dimissioni di Ward dal posto, Adam Muto è diventato il nuovo showrunner della serie. Fino alla fine del 2014, Ward ha continuato a lavorare sul fumetto come artista storyboard e sceneggiatore storyline. Dopo novembre 2014, ha smesso di collaborare regolarmente ai contorni degli episodi, sebbene guardasse ancora le trame così che potesse fornire input occasionali e continuasse a fare storyboard per la serie su base limitata.

### Ispirazione
Stando a quanto dice Ward, lo stile del cartone animato è stato influenzato a suo tempo da CalArts e il suo lavoro come storyboarder per Le meravigliose disavventure di Flapjack. Egli provò ad aggiungere dei "bei momenti" esattamente come nel film Il mio vicino Totoro di Hayao Miyazaki e un po' di horror sovversivo, ispirato a serie come I Simpson e Pee-wee's Playhouse. Fred Seibert, uno dei produttori esecutivi, paragonò lo stile di animazione della serie a Felix the Cat e ai cartoni animati di Max Fleischer, ma disse anche che l'ambientazione era equivalentemente ispirata a Dungeons & Dragons e ad alcuni videogiochi. Ward è convinto che l'ambientazione della serie possegga una certa logica di fondo, e non risulti "cartoonesca e grossolana". Sebbene elementi inverosimili e magia siano presenti all'interno della storia, gli scrittori della serie cercano continuamente di creare una coerenza interna nel modo in cui personaggi interagiscono con il loro mondo.
Molti degli scrittori e storyboarder della serie hanno avuto delle esperienze in pubblicazioni indipendenti, Ward li definisce "persone molto intelligenti" soprattutto per aver introdotto alcune delle idee più strane e "spirituali" durante lo svolgimento della terza stagione.

### Ambientazione

La casa dei protagonisti Finn e Jake

La serie è ambientata in un futuro post-apocalittico nella fittizia "Terra di Ooo" e ha luogo circa 996 anni dopo gli eventi catastrofici di una guerra nucleare conosciuta come "Grande Guerra dei Funghi". Secondo Ward, la trama ha inizio "dopo che le bombe caddero e la magia tornò nel mondo". Durante una presentazione al Toronto Comics & Arts Festival, Ward affermò che probabilmente gli eventi della guerra nucleare non verranno mai affrontati direttamente nella serie. Prima che Adventure Time fosse completamente sviluppato, Ward intendeva rappresentare la Terra di Ooo come un luogo semplicemente "magico".
Alcuni dei risultati provocati da questa guerra si possono notare fin dalla sigla iniziale della serie, dove si possono intravedere gli alberi spogli, il terreno bruciato e alcune bombe e missili nucleari inesplosi ancorati al terreno. Spesso compaiono nella serie anche zombie e creature mutate dalle radiazioni, oltre a resti di centri abitati.
Nell'episodio in due parti della terza stagione Segreti natalizi, Finn e Jake trovano delle misteriose cassette di Re Ghiaccio. In una di queste, Re Ghiaccio si mostra con un aspetto più umano. Inoltre rivela che il suo vero nome è Simon Petrikov e che in quel periodo stava studiando per diventare un antiquario di antichi artefatti. Sempre nella cassetta, egli dice di aver comprato la sua corona d'oro da uno scaricatore di porto nella Scandinavia settentrionale, citazione che conferma il fatto che la Terra di Ooo faccia effettivamente parte del pianeta Terra.
Nell'episodio della seconda stagione Il vero te, quando Finn indossa gli occhiali della secchionaggine, il pianeta Terra può essere brevemente visto con un grosso pezzo mancante che fu probabilmente distrutto durante la cosiddetta "Guerra dei funghi". La Terra si vede anche in altri episodi, sempre parzialmente distrutta. Tuttavia, nel cortometraggio originale, la Terra non risulta distrutta e si presenta nelle sue condizioni normali. Ciò è probabilmente dovuto al fatto che l'autore non volesse un'ambientazione post-apocalittica nel concept originale o perché la "Guerra dei funghi" doveva ancora scoppiare.

## Riconoscimenti
- Annie Awards
  - 2011 - Nomination "miglior produzione in una serie TV d'animazione"
  - 2012 - Nomination "miglior produzione in uno special d'animazione" per Lezioni di cuore (Thank You)
  - 2012 - Nomination "miglior storyboarding in una serie TV" a Rebecca Sugar
  - 2013 - Nomination "miglior produzione in una serie TV d'animazione per bambini" per Principesso biscotto (Princess Cookie)
  - 2013 - Nomination "miglior design in una serie TV d'animazione" per Il megarospo (The Hard Easy)
  - 2013 - Nomination "miglior storyboarding in una serie TV d'animazione" per Iridella e il pargolo (Lady & Peebles) e Goliad
  - 2014 - Nomination "miglior produzione in una serie TV d'animazione per bambini"
  - 2014 - Nomination "miglior produzione design in una serie TV d'animazione" a Nick Jennings
  - 2014 - "Miglior doppiatore" a Tom Kenny
  - 2014 - Nomination "miglior editing" a Paul Douglas
- Emmy Awards
  - 2010 - Nomination "miglior programma d'animazione" per Le mie due persone preferite (My Two Favourite People)
  - 2011 - Nomination "miglior programma d'animazione" per Il padre di Marceline (It Came from the Nightosphere)
  - 2012 - Nomination "miglior programma d'animazione" per Ritorno alla realtà (Too Young)
  - 2013 - Nomination "miglior programma d'animazione" per Le radici del bene (Simon and Marcy)
  - 2013 - "Migliore animazione" ad Andy Ristaino
- Critics' Choice Television Awards
  - 2012 - Nomination "miglior serie TV d'animazione"
  - 2013 - Nomination "miglior serie TV d'animazione"
- Teen Choice Awards
  - 2013 - Nomination "miglior serie TV d'animazione"
- Sundance Film Festival
  - 2013 - Nomination "miglior cortometraggio d'animazione" per Lezioni di cuore (Thank You)
- Golden Reel Awards
  - 2013 - "Migliori effetti sonori, dialoghi e animazione" per Carte bellicose (Card Wars)
- Annecy International Animated Film Festival
  - 2013 - Candidatura "miglior serie TV" per Principesso biscotto (Princess Cookie)
- British Academy Children's Awards
  - 2014 - "Migliore serie internazionale"
- Hall of Game Awards
  - 2014 - "Cartone più pregiato"
- Kids' Choice Awards
  - 2014 - Candidatura "cartone animato preferito"
  - 2015 - Candidatura "cartone animato preferito"

## Altri media

### Episodi speciali

#### The Wand
Si tratta di un cortometraggio promozionale inserito in Adventure Time: The Complete First Season, la raccolta della prima stagione in formato DVD uscita il 10 luglio 2012.

#### Graybles Allsorts
Si tratta di una serie di cortometraggi pubblicati, solo in lingua originale, tra la sesta e la settima stagione, sul sito di Cartoon Network.
| Nº | Titolo                        | Prima TV USA     |
| -- | ----------------------------- | ---------------- |
| 1  | All's Well That Rats Swell    | 6 luglio 2015    |
| 2  | Have You Seen the Muffin Mess | 3 agosto 2015    |
| 3  | Sow, Do You Like Them Apples  | 1º ottobre 2015  |
| 4  | The Gift That Reaps Giving    | 1º novembre 2015 |

#### Frog Seasons
Un'altra serie di cortometraggi è stata pubblicata dopo la trasmissione dei primi episodi dell'ottava stagione. L'ultimo episodio, a differenza degli altri, è stato reso disponibile solo online. La storia è incentrata sui protagonisti, Finn e Jake, che seguono una rana che trasporta una corona durante le varie stagioni.
| Nº | Titolo                       | Prima TV USA     |
| -- | ---------------------------- | ---------------- |
| 1  | Frog Seasons: Spring         | 2 aprile 2016    |
| 2  | Frog Seasons: Summer         | 9 aprile 2016    |
| 3  | Frog Seasons: Autumn         | 16 aprile 2016   |
| 4  | Frog Seasons: Winter         | 23 aprile 2016   |
| 5  | Frog Seasons: Spring (Again) | 2 settembre 2016 |

### Fumetti
L'8 febbraio 2012 KaBOOM! Studios lanciò una serie di albi a fumetti online dedicati alla serie, scritti da Ryan North e disegnati da Shelli Paroline e Braden Lamb. Dopo il successo della serie sul web, il progetto proseguì attraverso numerosi spin-off.
Gli albi online hanno ricevuto, nel 2013, quattro nomination agli Eisner Awards: "Miglior nuova serie", "Miglior pubblicazione per ragazzi (età 13 ai 17)", "Miglior pubblicazione humour" e "Migliore pubblicazione per bambini (età 8-12)", aggiudicandosi il premio in quest'ultima categoria. Sempre nello stesso anno hanno ricevuto due Harvey Awards, uno nella categoria "Grafica più originale in una pubblicazione per giovani lettori" e uno come "Premio speciale per l'umorismo in un fumetto", consegnato a Ryan North.
In Italia sono stati pubblicati in parte.
|  | Volume | Serie       | Data di Uscita |
|  | ------ | ----------- | -------------- |
|  | 1      | Panini Time |                |
|  | 2      | Panini Time |                |
|  | 3      | Panini Time |                |
|  | 4      | Panini Time |                |
|  | 5      | Panini Time |                |
|  | 6      | Panini Time |                |
|  | 7      | Panini Time |                |
|  | 8      | Panini Time |                |
|  | 9      | Panini Time |                |
|  | 10     | Panini Time |                |
|  | 11     | Panini Time |                |
|  | 12     | Panini Time |                |
|  | 13     | Panini Time |                |
|  | 14     | Panini Time |                |
|  | 15     | Panini Time |                |

### Videogiochi
- Il 20 novembre 2012 è stato pubblicato il primo videogioco per console tratto dalla serie, Adventure Time: Hey Ice King! Why'd You Steal Our Garbage?!, disponibile su Nintendo DS e Nintendo 3DS.
- Il 14 maggio 2013 è stato invece annunciato Adventure Time: Esplora i sotterranei perché... ma che ne so!, pubblicato per PlayStation 3, Microsoft Windows, Xbox 360, Wii U e Nintendo 3DS il 12 novembre 2013.[46]
- Nel novembre 2014 è stato pubblicato un altro videogioco per PlayStation 3, Xbox360, Nintendo 3DS e Microsoft Windows, intitolato Adventure Time: Il segreto del Regno Senzanome.[47]
- Il quarto videogioco ufficiale, Adventure Time: Finn e Jake detective, viene pubblicato nell'ottobre 2015 in Nord America e, nel novembre dello stesso anno, in Europa per tutte le sopracitate piattaforme (tranne Nintendo DS) e, per la prima volta, per PlayStation 4 e Xbox One.[48]
- L'11 aprile 2014 è stato pubblicato su Steam un minigioco ufficiale intitolato Finn & Jake's Epic Quest.[49] Il gioco è stato successivamente reso disponibile gratuitamente sul sito ufficiale di Cartoon Network e pubblicato in Italia con il titolo Finn & Jake e l'avventura epica.[50]
- Per smartphone e tablet, e in particolare per dispositivi iOS, Cartoon Network ha inoltre pubblicato numerose app ispirate ad Adventure Time, come Card Wars, Legends of Ooo e Time Tangle.[51]

#### Apparizioni in videogiochi
- Finn, Jake, la principessa dello spazio bitorzolo e Marceline la regina dei vampiri sono giocabili in LEGO Dimensions.
- Finn, Jake e la principessa Gommarosa sono giocabili in Brawlhalla, distribuiti come skin durante l'evento Adventure Time Crossover.
- Finn e Jake sono giocabili in MultiVersus, picchiaduro della Warner Bros. pubblicato il 26 luglio 2022.
- Finn, Jake, la principessa Gommarosa e Marceline sono costumi opzionali indossabili dal giocatore in Fortnite, acquistabili insieme ad altri oggetti ispirati alla serie tramite valuta di gioco nel Negozio Oggetti a periodicità variabile.
- Due adesivi per l'automobile Mamba ispirati a Finn e Jake sono disponibili in Rocket League.[52]

### Film
Nel febbraio 2015 è stato annunciato che un film cinematografico basato su Adventure Time è in sviluppo da parte di Warner Bros. Pictures, Frederator Films, Warner Bros. Animation, e Cartoon Network Movies, prodotto e scritto dallo stesso creatore Pendleton Ward insieme a Roy Lee e Chris McKay.